# District de Shangzhou
Le district de Shangzhou (商州区 ; pinyin : Shāngzhōu Qū) est une subdivision administrative de la province du Shaanxi en Chine. Il est placé sous la juridiction de la ville-préfecture de Shangluo.